# Ryszard Warsinski
Ryszard Warsinski (født 7. maj 1937 i Gdynia, død 21. december 1996 i Oslo) var en polsk-norsk maler.
Han studerede ved Kunstakademiet i Warszawa.

## Kritikkere
- Kunstkritikeren Lars Elton skrev at Warsinskis "kunstnerskap ... har vært tone- og retningsgivende for flere generasjoner norske kunstnere".[4]
- Norsk kunstnerleksikons website skrev "Utsmykninger og verk i offentlige samlinger: Nasjonalgalleriet, Oslo (2 malerier, 1 akvarell)".[1]